# Marcus-Gunn-Syndrom
Das Marcus-Gunn-Syndrom (Synonym: Mandibulopalpebrale Synkinese) ist eine unnatürliche, angeborene Mitbewegung des Oberlides (engl.: jaw winking), die auf eine paradoxe Innervation zwischen dem Musculus levator palpebrae superioris (Lidheber) und dem Musculus pterygoideus lateralis, also dem Muskel, der das Kieferköpfchen beim Öffnen des Mundes nach vorne bewegt, zurückzuführen ist.
Das Krankheitsbild wurde nach dem schottischen Augenarzt Robert Marcus Gunn benannt, der es Ende des 19. Jahrhunderts erstmals beschrieb. Es gehört zur Gruppe der Kongenitalen kranialen Fehlinnervations-Syndrome (Congenital Cranial Dysinnervation Disorders – CCDD).

## Symptome
Die Symptomatik weist ein teilweises oder vollständiges Herabhängen (Ptosis) des betroffenen Augenlides auf, das sich aber – nicht selten vollständig – in dem Moment hebt, in dem der Betroffene den Mund öffnet und den Unterkiefer zur Gegenseite des betroffenen Auges bewegt.

## Ausprägung
Die Ausprägungen dieser Krankheit sind unterschiedlich stark, und es ist bislang ungeklärt, wie es zu dieser paradoxen innervatorischen Kopplung kommt, werden die involvierten Muskeln doch im Normalfall von unterschiedlichen Hirnnerven innerviert (Nervus oculomotorius bzw. Nervus mandibularis).

## Therapie
Eine ideale Behandlung gibt es bislang nicht. In schweren Fällen versucht man, mit operativen Mitteln die Situation zu verbessern. Manchen Patienten gelingt es jedoch selbständig, durch Training vor dem Spiegel das fehlinnervierte Oberlid unter Kontrolle zu bekommen.